# آزاد پیروز

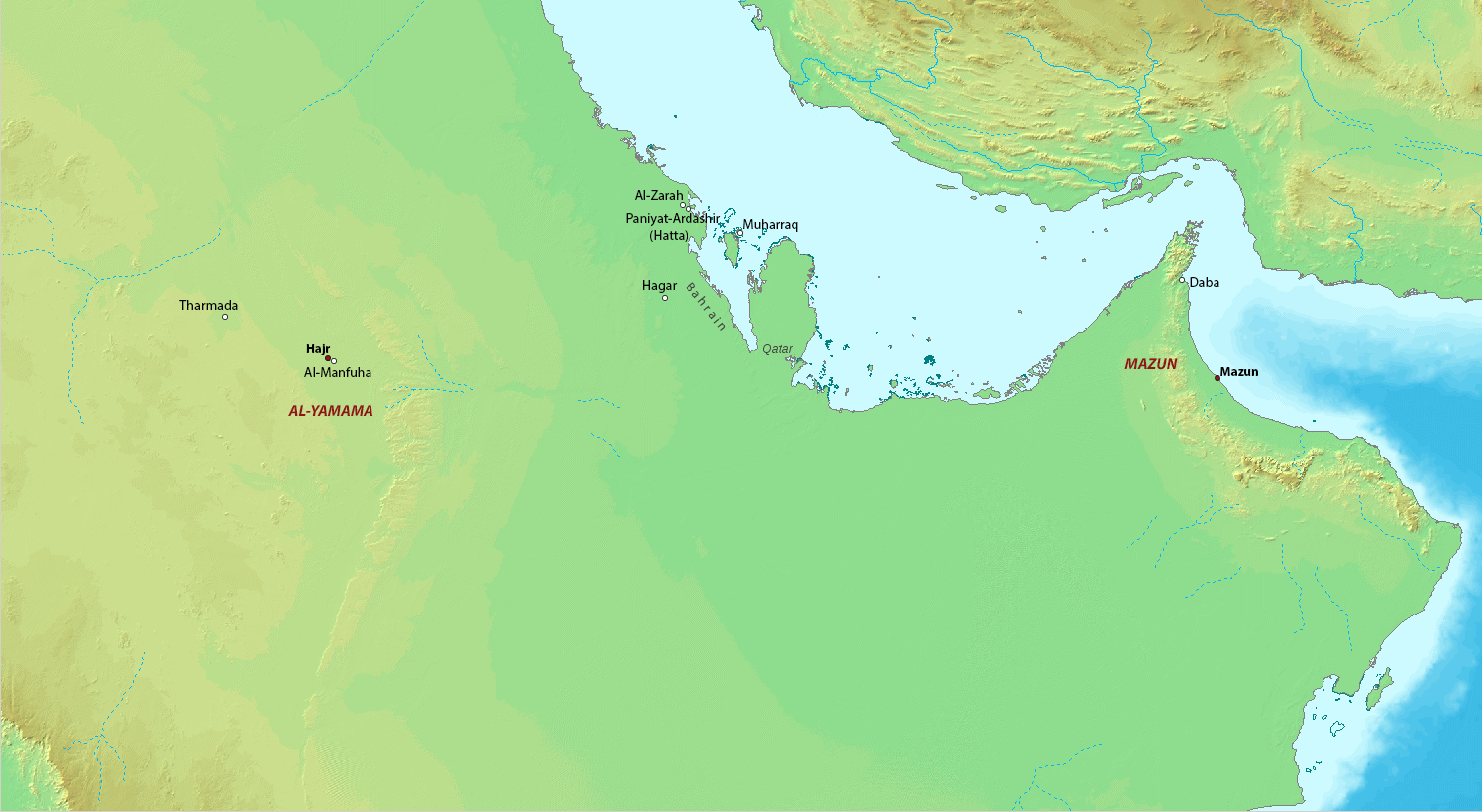
بحرین جزء خاک ایران بود تا اینکه استقلال آن توسط محمد رضا شاه پهلوی به رسمیت شناخته شد

دادافروز گُشنَسبان یا آزاد پیروز از بزرگان ساسانی بود که در دوران خسرو پرویز (پادشاهی از ۵۹۰ تا ۶۲۸) به سمت فرماندار بحرین گماشته شده بود. عرب‌ها به او لقب «مکعبر» داده بودند، چرا که او دست و پاهای دیگران را می‌برید.
مقر اصلی او در دژ مشقّر در بحرین بود.
بر اساس یک روایت، وهریز، فرمانروای یمن کاروانی از هدیه‌ها برای خسرو پرویز فرستاده بود، اما در قلمرو قبیله بنو یربو مورد حمله قرار می‌گیرد. آنگاه شاه به فرمانروای بحرین، آزاد پیروز، دستور می‌دهد تا آن قبیله را مجازات کند. آزاد پیروز برای این کار، قبیله بنو یربو را به قلعه مشکر در هجار دعوت می‌کند و در آنجا همه را می‌کشد، بجز پسران را که آنها را به عنوان برده به استخر می‌فرستد. در حین خیزش اسلام، او به اسلام گروید و بعدها در دوران خلیفه عمر درگذشت.